# Eimersches Organ

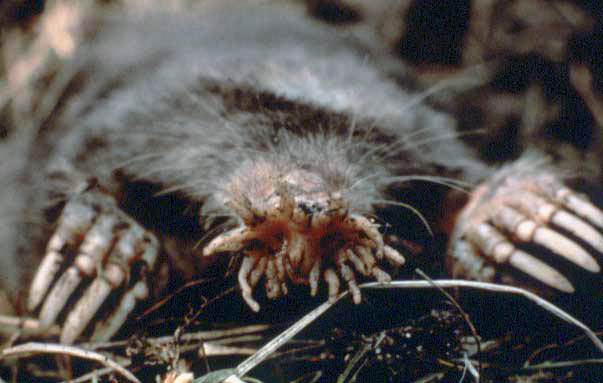
Die fingerförmigen Hautanhänge an der Schnauze des Sternmulls dienen der Wahrnehmung mechanischer und elektrischer Reize.

Das Eimer'sche Organ ist ein nach Theodor Eimer benanntes Sensorsystem des Maulwurfs, mit dem dieser nicht nur Tastreize, sondern auch elektrische Reize wahrnehmen kann. Damit können auch die schwachen elektrischen Felder gefühlt werden, die bei der Muskelbewegung der Beutetiere entstehen.

## Beschreibung
Auf der Haut der unbehaarten Nase des Maulwurfs gibt es regelmäßig angeordnete, einzeln hervorstehende Papillarkörper. In diesen sind jeweils ein Epithelzapfen, der von zwei unterschiedlichen Nerven versorgt wird, sowie drei bis fünf Merkel-Zell-Rezeptoren und freie Nervenfasern. In der Mitte jedes Epithelzapfens läuft eine etwas stärkere Nervenfaser, mit etwa 2,5 μm Durchmesser, deren Umfang von etwa 20 dünneren Nervenfasern mit 1,0–1,5 μm Durchmesser umgeben ist, die rechtwinklig zur Hautoberfläche ausgerichtet sind und mit einer knopfartigen Erweiterung enden.